# Газ (рассказ Хичкока)
«Газ» (англ. Gas) — рассказ Альфреда Хичкока, созданный и опубликованный в 1919 году в корпоративном журнале компании, где он в то время работал. Его действие происходит в одном из преступных районов Парижа, где ночью на женщину нападает группа мужчин, связывают и бросают в реку. В воде ей кажется, что она умирает. Неожиданно она приходит в себя в стоматологическом кресле: становится понятно, что у неё были всего лишь галлюцинации, связанные с применением наркоза. «Газ» стал одним из семи рассказов, созданных будущим классиком мирового кинематографа и напечатанных в производственном журнале. Киноведы считают, что уже в этих новеллах Хичкока проявились некоторые оригинальные черты, которые нашли отражение в ряде его фильмов.

## Сюжет
Действие рассказа происходит ночью в злачном районе Парижа, видимо в «сердце Монмартра». Там по неназванной причине оказывается женщина, которая никогда здесь не была, а только видела подобное в театре Гран-Гиньоль и читала об этом в криминальных романах. Она с опаской крадётся вдоль высокой стены, оглядываясь, не преследуют ли её. В одном из переулков она в темноте увидела дверь, за которой горел свет. Испуганная, она прошла на цыпочках по скрипучему лестничному пролёту, где оказалась перед питейным заведением. Там она наткнулась на группу отвратительных мужчин и женщин, которые занимались оргией. Апаши заметили её, несколько мужчин побежали за ней, а остальные стали поддерживать их одобряющим криком. Её поймали и несмотря на отчаянные мольбы заволокли в комнату, где надругались, связали и понесли по мрачному проходу, куда-то вверх по лестнице, в сторону реки. На берегу, предварительно раскачав, её бросили в бурный поток. Она стала проваливаться вниз, задыхаясь и чувствуя приближение смерти. Из этого состояния её неожиданно вывел мужской голос: «Всё, мадам, — сказал дантист. — Полсоверена, пожалуйста».

## Создание

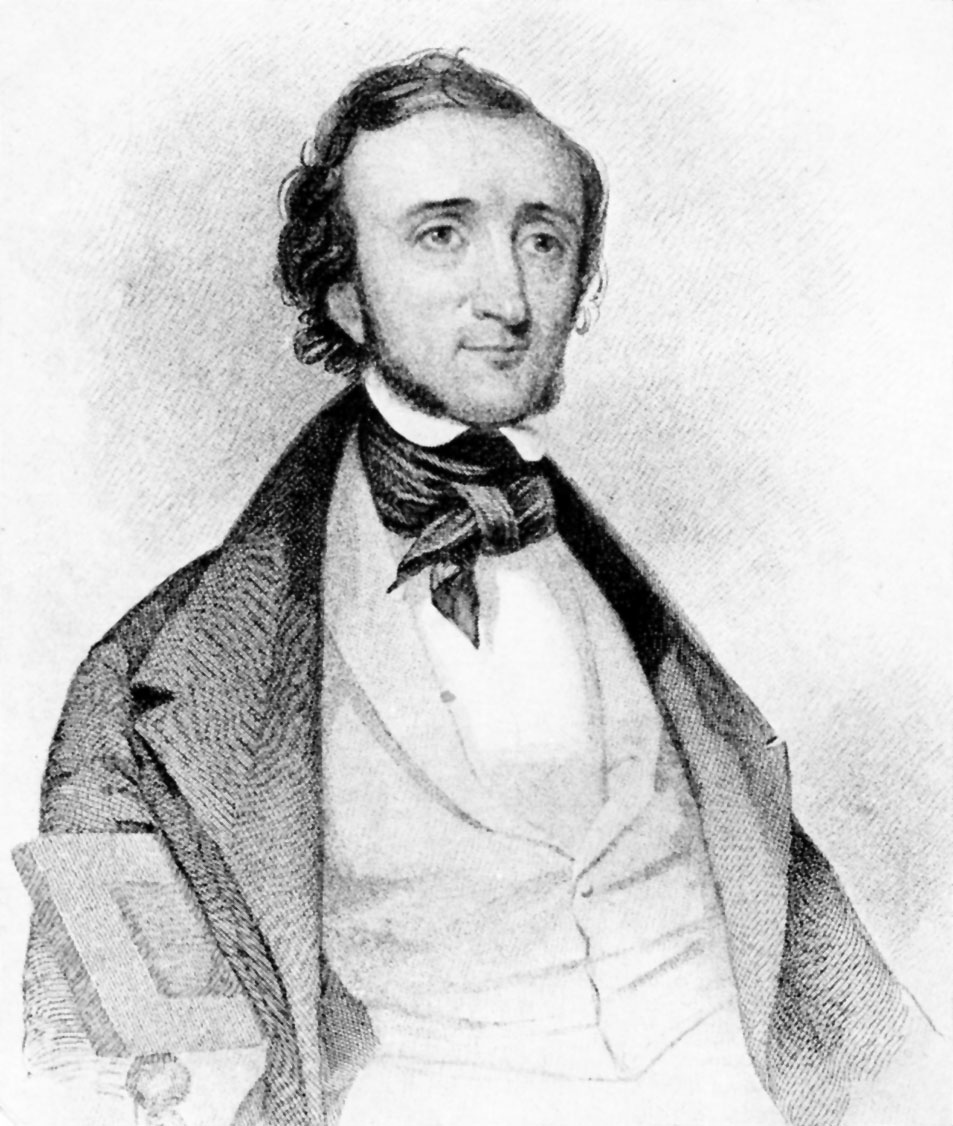
Эдгар По — один из любимых писателей Хичкока

В декабре 1914 года скончался отец Альфреда Хичкока, что вынудило многодетную семью заняться решением материальных проблем. В 1914 году, в связи с необходимостью материально поддерживать родственников и обучением в Лондонской инженерно-навигационной школе, Альфред устроился в главный офис компании по производству кабелей W. T. Henley’s Telegraph Works, расположенный в лондонском Сити. В этот период он стал глубоко интересоваться фотографией и кинематографом (который полюбил ещё в детстве), в связи с чем стал читать специализированные издания. В компании он несколько лет работал младшим техником в отделе продаж, а с 1918 года перешёл в рекламный отдел, где смог реализовать свои наклонности к рисованию: он стал оформлять, составлять тексты и редактировать печатную продукцию. Последнее назначение, видимо, было связано с его художественными наклонностями и посещением в то время Школы искусств. По этому поводу Хичкок рассказывал в 1962 году Франсуа Трюффо: «Я обожал и кино, и театр, и часто ходил на премьеры. С шестнадцати лет я регулярно читал киножурналы. Не массовые издания, а профессиональные. А поскольку я изучал искусство в Лондонском университете, Хенли перевёл меня в отдел рекламы, где я получил возможность рисовать». Кроме того, после Первой мировой войны, на которую Хичкок не был призван, он заинтересовался литературой, в частности, ему очень нравились новеллы Эдгара Алана По. С 1 июня 1919 года владельцы компании стали издавать корпоративную газету The Henley Telegraph, продававшуюся среди работников и стоившую несколько пенсов. Хичкок стал её основателем и редактором, а для наполнения выпусков он вынужден был предоставлять материалы. В этой производственной малотиражке он дебютировал в качестве автора коротких рассказов, в которых киноведы усматривают некоторые оригинальные черты, присущие его будущей кинематографической эстетике.
В первом номере издания был помещён рассказ «Газ» (Gas), содержащий элементы Гран-Гиньоля — знаменитого парижского театра ужасов. «Газ» стал первым из семи рассказов Хичкока, которые были опубликованы в журнале компании. По этому поводу биограф режиссёра Питер Акройд, отмечая влияние таких авторов как По и Саки, писал:
Возможно, Хичкок, сам того не сознавая, стремился походить на «жирного парня» из «Посмертных записок Пиквикского клуба»: «Я хочу, чтобы у вас мурашки по спине забегали». Рассказ демонстрирует мрачное воображение и чувство юмора, которыми обладал Хичкок. В других выпусках маленького журнала были напечатаны ещё шесть его рассказов, представлявшие собой смесь пародии, комедии и мелодрамы. Эти качества сразу же стали очевидны в его первой работе в кино.
Российский киновед Василий Корецкий также акцентировал внимание на том, что новеллы режиссёра предвосхищают его кинематографическое творчество: «Уже в одном из своих ранних литературных опытов, трагикомическом рассказе „Газ“, юный Хичкок описывает фантазию об изнасиловании апашами. Многие из мотивов этого нелепого гиньоля позднее найдут своё продолжение в кино».

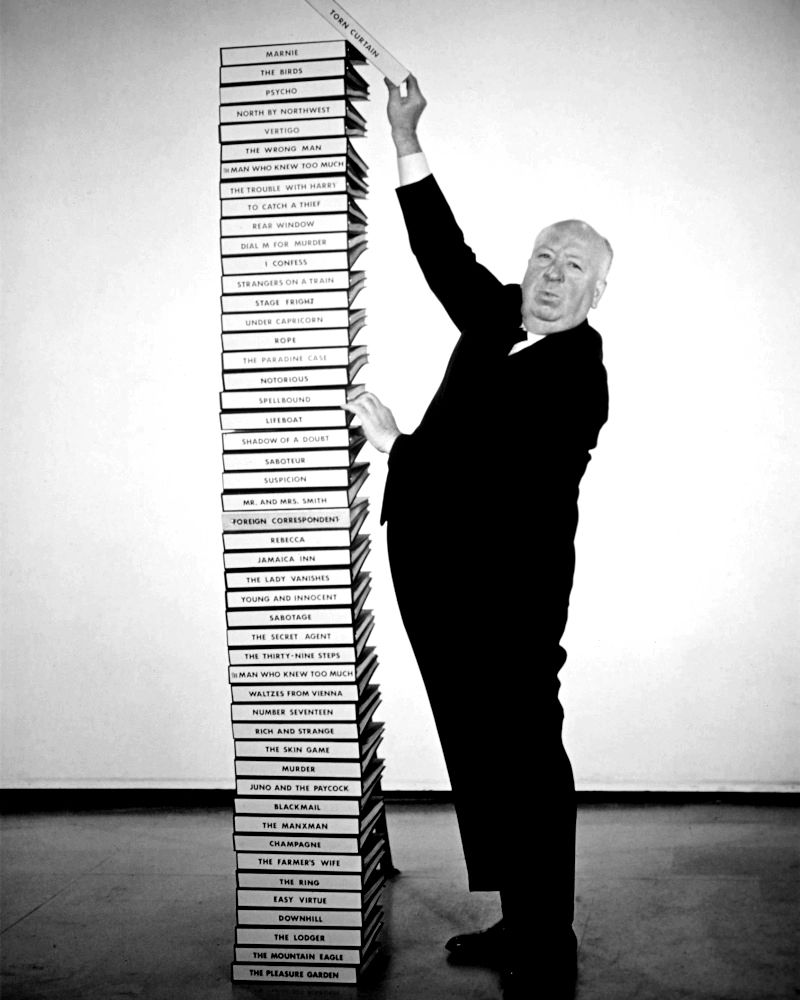
Рассказы Хичкока предвосхитили некоторые черты его киноэстетики

Хичкок с благодарностью вспоминал компанию, где он начинал работу, отмечая, что полученные там художественные навыки «стали первой ступенькой на пути к кино». Так, прочитав объявление в газете о том, что американская кинокомпания Famous Players-Lasky (будущая Paramount Pictures) в связи с открытием филиала в северном Лондоне набирает штат, в 1920 году он предложил свои услуги и получил место внештатного сотрудника оформителя интертитров, ещё некоторое время числясь в Henley’s, а в апреле 1921 года был принят на постоянной основе руководителем соответствующего подразделения. В связи с этим в основанном им издании появилась следующая информация: «Он ушёл в кинобизнес, но не как актёр, что первым приходит в голову, а как начальник отдела титров одной из крупнейших англо-американских киностудий. Мы, конечно, будем скучать по нему, но желаем всяческих успехов». В компании-правопреемнике, где Хичкок начинал свою трудовую деятельность, с почтением отмечают факт отношения к их деятельности великого режиссёра и публикацию его дебютных рассказов в корпоративном журнале.

## В культуре
В 2006 году режиссёром Сильвией Болиоли (Sylvie Bolioli) был снят одноимённый короткометражный фильм, основанный на рассказе Хичкока. В роли преследуемой женщины снялась актриса Джоанна Мос (Johanna Mohs). В отличие от литературной основы действие происходит не в Париже, а Лондоне.